# Суперкубок Вірменії з футболу 2006
Суперкубок Вірменії з футболу 2006 — 9-й розіграш турніру. Матч відбувся 27 травня 2006 року між чемпіоном Вірменії Пюніком та володарем кубка Вірменії клубом Міка.
| Володар Суперкубка Вірменії 2006 |
| -------------------------------- |
|                                  |
| Міка Перший титул                |

## Матч

### Деталі
| 27 травня 2006 |

| Міка                                    | 3:2      | Пюнік                    |
| --------------------------------------- | -------- | ------------------------ |
| Шахгельдян 18', 59' (пен.) Оганесян 24' | Протокол | Мкртчян 29' Пачаджян 62' |

| Республіканський стадіон імені Вазгена Саркісяна, Єреван Глядачів: 500 |